# Edward Horsman

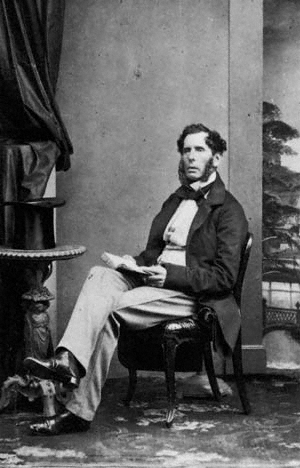
Edward Horsman

Edward Horsman (* 8. Februar 1807 in Stirling, Schottland; † 30. November 1876 in Biarritz, Frankreich) war ein britischer Politiker.

## Leben
Edward Horsman war der Sohn des William Horsman (um 1759–1845) aus Stirling, aus dessen Ehe mit Jane Dalrymple († 1833), Tochter des Sir John Dalrymple-Hamilton-Makgill, 4. Baronet, und Schwester des 7. und 8. Earl of Stair. Horsman besuchte ab 1819 das Internat Rugby School in Warwickshire und studierte anschließend am Trinity College der Universität Cambridge, ohne dort einen Abschluss zu erwerben. Während seiner Zeit in Cambridge nahm er zwischen 1827 und 1829 als Spieler des Universitätsteams an drei First-Class-Cricket-Spielen teil. 1832 wurde er in Schottland als Advocate zugelassen aber praktizierte nicht lange in diesem Beruf, sondern wandte sich der Politik zu.
Er kandidierte bei der britischen Unterhauswahl 1835 erfolglos im Borough Cockermouth in Cumberland. Bei einer Nachwahl in Cockermouth gelang ihm 1836 der Einzug ins Parlament. Er war von 1836 bis 1852 als Abgeordneter für Cockermouth, von 1853 bis 1868 für Stroud in Gloucestershire und von 1869 bis 1876 für Liskeard in Cornwall Mitglied des britischen House of Commons. Im Parlament gehörte er der liberalen Partei der Whigs an.
Von September bis August 1841 amtierte er unter Premierminister Lord Melbourne als Lord of the Treasury und von 1855 bis 1857 unter Premierminister Lord Palmerston als Chief Secretary for Ireland. 1855 wurde er sowohl ins britische, als auch ins irische Privy Council aufgenommen.
Bei den Beratungen über die vom Premierminister Gladstone 1866 eingebrachte Gesetzesvorlage zu einer Wahlrechtsreform (die zum Reform Act 1867 führte) sonderte er sich, da ihm deren liberale Konzessionen zu weit gingen, vom Gros der Whigspartei ab und gründete mit Robert Lowe die Fraktion der nach einem Witzwort Brights sogenannten Adullamiten. Er übte auch später, nachdem diese Fraktion wieder verschwunden war, als einer der sogenannten unabhängigen Liberalen durch seine rednerische Begabung und seinen von beiden Parteien gefürchteten ätzenden Witz einen großen Einfluss im Parlament aus.
Seine 1841 geschlossene Ehe mit Charlotte Louisa Ramsden († 1895), Tochter des Unterhausabgeordneten John Charles Ramsden (1788–1836) und Schwester des Unterhausabgeordneten Sir John William Ramsden, 5. Baronet (1831–1914), blieb kinderlos.